# Principauté d'Achaïe
1205–1432
Entités précédentes :
- Empire byzantin

Entités suivantes :
- Despotat de Morée

La principauté d'Achaïe (prononcé [a.ka.i]) également écrit Achaye ou de Morée est une seigneurie fondée par Guillaume de Champlitte pendant la quatrième croisade (1202-1204). La principauté, s’étendant au départ sur tout le Péloponnèse, est vassale du royaume de Thessalonique jusqu’à la disparition de celui-ci en 1224, date à laquelle elle devient la principale puissance franque de la région.
La Chronique de Morée relate la conquête franque et une partie de l'histoire de la principauté.

## Histoire

### Fondation
La majeure partie de la région est conquise par Guillaume de Champlitte et Geoffroi de Villehardouin entre 1205 et 1206. Guillaume gouverne l’Achaïe jusqu’à son retour en France en 1209. Lui succède alors son fils Hugues qui meurt la même année.
Selon la Chronique de Morée, les terres de la principauté sont divisées après la conquête (vers 1209) en douze hautes baronnies par un conseil formé de dix seigneurs francs et grecs, présidé par Geoffroi de Villehardouin. En réalité, cet épisode est probablement apocryphe : les listes données par les différentes versions de la chronique reflètent des situations postérieures à 1209 et les différentes baronnies n'ont pas été créées à la même époque. Les listes des versions grecque et française sont datables de 1228-1230 (avènement de Geoffroy II d'Achaïe) tandis que celle de la version navarraise date des environs de 1260.
Selon la version grecque, les douze baronnies étaient (vers 1230) : Calamata (domaine personnel des Villehardouin), Acova/Mategrifon (Gautier de Rosières), Carytena/Skorta (Hugues de Briel), Véligourt ou Véligosti (Mathieu Ier de Mons), Geraki ou Nivelet (Guy de Nivelet), Passavant (Jean de Nully), Nicli (Guillaume [de Morlay]), Calavryta (Othon de Durnay), Gritséna (messire Luc, inconnu par ailleurs), Patras (Guillaume Aleman), Chalandritsa (Robert de Dramelay) et Aigion (Vostitsa) (Hugues Ier de Charpigny).
Des fiefs étaient aussi attribués à divers évêques et ordres de chevalerie.

### Maison de Villehardouin

Situation après la libération de Guillaume II.

Geoffroi Ier de Villehardouin prend alors les rênes de la principauté jusqu’à sa mort. Les Villehardouin composent avec l’orthodoxie de leur peuple, exemptant les prêtres orthodoxes de la corvée et de l’obligation de servir les armes. Cela vaut à Geoffroy II d'Achaïe une brève excommunication, promptement levée devant la nécessité de composer avec l’un des plus puissants seigneurs francs. La Bataille de Pélagonia, perdue par Guillaume II de Villehardouin en 1259 marque le début du déclin de la principauté. Capturé, Guillaume doit céder aux Byzantins une partie du Sud-est de la Morée, dont la ville de Mistra. Rapidement, les Francs et les Byzantins entrent en conflit, et une armée byzantine envahit la principauté, mais les Grecs sont repoussés en 1263 (bataille de Prinitza) et 1264 (bataille de Makryplági) et doivent renoncer à reconquérir l'ensemble de la péninsule. Afin d'obtenir de l'aide, Guillaume devient vassal de Charles Ier d'Anjou.

### Suzeraineté angevine
Dépourvu de descendants mâles, il accorde la main de sa fille Isabelle à Philippe, le fils de Charles d’Anjou, roi de Sicile. Mais Philippe décède avant son beau-père : Charles d’Anjou, à la mort de Guillaume II d’Achaïe, récupère ainsi la principauté. Son fils Charles II d'Anjou la rend cependant à Isabelle et à ses maris successifs, les princes-consorts Florent de Hainaut et Philippe Ier de Savoie.

### Conflits féodaux
En 1307, Charles II d’Anjou reprend la principauté à Philippe de Savoie et Isabelle pour l'attribuer à son fils, Philippe Ier de Tarente. Ce dernier la cède en 1313 à Mathilde, la fille aînée d’Isabelle Ire, et à son mari Louis de Bourgogne, qui débarque en Grèce et écrase un autre prétendant, Ferdinand de Majorque, l’époux d’Isabelle de Sabran, nièce d’Isabelle Ire et cousine de Mathilde qui revendiquait la principauté pour lui-même. Cependant, Louis décède dès 1316. Mathilde est mariée de force, en 1318, avec un prince de la maison d’Anjou, Jean de Durazzo qui, dès 1321, la répudie mais garde la principauté. En 1333, Jean de Durazzo vend ses droits à son neveu, Robert d’Anjou, prince de Tarente alors que la mère de celui-ci, Catherine de Valois-Courtenay assure la régence de la principauté grecque.
À la mort de Robert, en 1364, la principauté est revendiquée par sa veuve, Marie de Bourbon, et par son frère cadet Philippe II de Tarente ; après plusieurs années de conflit armé, Marie et son fils Hugues cèdent leurs droits à Philippe le 4 mars 1370.
À la mort de Philippe sans héritier direct le 25 novembre 1373, la succession est à nouveau disputée entre son neveu Jacques des Baux et la reine Jeanne.
Jacques des Baux meurt en 1383 et la principauté revient aux rois de Naples, Charles III puis Ladislas qui exercent une autorité nominale. Pendant ce temps, cinq prétendants se battent pour le contrôle de la principauté. Le Navarrais Pierre de Saint-Supéran se déclare vainqueur en 1396. Son épouse, issue d’une vieille famille de marchands et d’aventuriers génois, lui succède en tant que régente de leurs enfants. Mais elle est écartée du trône par son neveu, Centurion II Zacharie, avec l’accord de Ladislas de Naples.

### Reconquête byzantine
Donner la principauté en dot à sa fille unique, Catherine, promise à Thomas Paléologue, est, pour Centurion Zacharie, une fiction bienvenue pour sauver la face : les armées impériales byzantines menées par Théodore II Paléologue et Jean VIII ont investi l’Achaïe en 1417, ne laissant aux Latins que quelques rares places fortes. La principauté est alors incorporée au despotat de Morée.
En 1460, le sultan Mehmed II s'empare du Péloponnèse. Thomas Paléologue et son épouse Catherine s'enfuient à Corfou, puis s'installent à Rome.

## Société
La principauté d'Achaïe recevait l'hommage des baronnies extérieures au Péloponnèse suivantes : Le duché d'Athènes, le duché de Naxos  les trois baronnies des seigneurs tierciers de Négrepont, le marquisat de Bodonitza et le comté palatin de Céphalonie et Zante à quoi il faut ajouter la seigneurie de Salone
Les « Assises de Romanie » ajoutent quatre grands fiefs situés dans le Péloponnèse : la seigneurie de Karytaina ou Skorta contrôlée par Hugues de Bruyères, celle de Patras fondée par Pierre Ier Aleman, celle d'Akova ou Matagrifon donnée à Gauthier Ier de Rozière et celle de Kalavryta à Othon de Tournay. Les possesseurs de ces onze fiefs auxquels les Assises adjoignent le « maréchal de Romanie » avait le rang de pairs à la cour princière.
Les seigneurs latins de Morée, qui ont besoin de l’appui des grands propriétaires grecs, les archontes, les laissent développer leurs biens patrimoniaux. Les paysans de Morée, s’ils ne semblent pas payer plus d’impôts qu’avant 1204, voient leurs libertés notablement amoindries : ils vivent dans le cadre d’une seigneurie dont ils dépendent entièrement. Ils sont attachés à leur terre qu’ils ne peuvent quitter sans autorisation seigneuriale, comme aussi pour se marier ou marier leur fille. Le seigneur dispose du vilain et peut le céder à un tiers. Le paysan n’est plus vraiment libre (il peut être affranchi) mais n’est pas un serf (on ne peut vendre autoritairement sa terre en cas d’endettement, il peut disposer de ses meubles et de ses animaux, il peut prendre d’autres terres à bail).

## Liste des princes d'Achaïe
- 1205-1209 : Guillaume Ier de Champlitte
- 1210-1228 : Geoffroi Ier de Villehardouin
- 1228-1246 : Geoffroi II de Villehardouin
- 1246-1278 : Guillaume II de Villehardouin
- 1278-1285 : Charles Ier d'Anjou
- 1285-1289 : Charles II d'Anjou
- 1289-1307 : Isabelle Ire, avec ses maris :
  - 1289-1297 : Florent de Hainaut
  - 1301-1307 : Philippe de Savoie († 1334)

| Princes nommés par les rois de Naples | Principaux prétendants | Principaux prétendants | Principaux prétendants |
| - 1307-1313 : Philippe Ier de Tarente - 1313-1318 : Mathilde de Hainaut, avec ses époux : - 1313-1316 : Louis de Bourgogne - 1318-1333 : Jean de Durazzo - 1333-1364 : Robert de Tarente - 1364-1370 : Marie de Bourbon (épouse de Robert de Tarente) - 1370-1373 : Philippe II de Tarente | Prétendants de Savoie : - 1307-1334 : Philippe de Savoie - 1334-1367 : Jacques de Savoie-Achaïe - 1367-1402 : Amédée de Savoie-Achaïe - 1402-1418 : Jacques de Savoie-Achaïe | Prétendants d'Aragon : - 1315-1316 : Ferdinand de Majorque (époux d'Isabelle de Sabran, petite-fille de Guillaume II) - 1316-1349 : Jacques Ier (Jacques III, roi de Majorque) - 1349-1375 : Jacques II (Jacques IV, roi titulaire de Majorque) et Jeanne Ire | |
| - 1373-1381 : Jeanne Ire - 1381-1383 : Jacques des Baux (profite de l'emprisonnement de Jeanne Ire pour mettre la main sur la principauté) - 1383-1386 : Charles III de Naples - 1386-1396 : Ladislas Ier de Naples - 1396-1402 : Pierre de Saint-Supéran (aventurier navarrais) - 1402-1404 : Marie II Zaccaria (sa veuve, régente pour ses enfants) - 1404-1430 : Centurione II Zaccaria (cède la principauté en dot à sa fille Catherine) - 1430-1460 : Caterina Zaccaria (avec son époux Thomas Paléologue) | | | Autres prétendants : - 1373-1381 : Jacques des Baux (neveu de Philippe de Tarente) - 1383-1384 : Louis Ier d'Anjou (fils adoptif et héritier de Jeanne Ire) - 1384-1387 : Louis II d'Anjou (sa mère Marie de Blois vend ses droits aux Hospitaliers en 1387) |

## Bayles nommés par les rois de Naples
Les princes de la maison d'Anjou-Sicile résidaient rarement en permanence dans la principauté et gouvernèrent par l'intermédiaire de Bayles  :
- 1278-1278 : Jean de Chauderon, Connétable de Morée ;
- 1278-1280 : Galeran d'Ivry Sénéchal de Sicile ;
- 1280-1282 : Philippe de Lagonesse seigneur de Rocca di Guglielmo ;
- 1282-1285 : Guy de Trémolay seigneur de Khalandritza ;
- 1285-1287 : Guillaume Ier de la Roche duc d'Athènes ;
- 1287-1289 : Nicolas II de Saint-Omer co-seigneur de Thèbes ;
- 1289-1289 : Guy de Charpigny baron de Vostitza ;
- 1289-1297 : Gouvernement direct du Prince d'Achaïe Florent de Hainaut ;
- 1297-1300 : Riccardo Orsini comte palatin de Céphalonie et Zante ;
- 1300-1307 : Nicolas III de Saint-Omer co-seigneur de Thèbes ;
- 1307-1308 : Gui II de la Roche duc d'Athènes ;
- 1308-1309 : Bertin Visconte
- 1309-1311 : Tommaso de Marzano
- 1311-1313 : Gilles de la Planche
- 1313-1317 : Nicolas le Maure
- 1317-1318 : Eustachio Pagano de Nocera ;
- 1318-1321 : Federico Trogisio ;
- 1321-1322 : Ligorio Guindazzo ;
- 1322-1323 : Perronet de Villamastray ;
- 1323-1325 : Nicolas de Joinville.
- 1325-1327 : Pierre de Sus
- 1327-1329 : Francesco de la Monaca
- 1329-1331 : Guglielmo Frangipani seigneur de Patras
- 1331-1332 : Gerardo d'Anguilara
- 1333-1333 : Gaudino Romano della Scala ;
- 1333-1336 : Pietro de San Severo ;
- 1336-1338 : Bertrand des Baux ;
- 1340-1341 : Niccolò Acciaiuoli ;
- 1341-1346 : Bertrand des Baux, rétabli ;
- 1348-1348 : Jean Delbuy
- 1355-1356 : Pietro Minutolo
- 1358- ? : Francesco de Massa
- 1363-1364 : Alessandro Brancaccio Imbriaco ;
- 1366-1369 : Carlo Zeno :
- 1370-1373 : Baltassare de Sorba comte d'Almissa ;
- 1374-1376 : Francesco de Sanseverino ;
- 1377-1379 : Juan Fernández de Heredia grand maître de l'ordre de Saint-Jean de Jérusalem à Rhodes ;
- 1379-1381 : Hesso de Schlegelholt ;
- 1379-1381 : Rostagno de Lagonesse ;
- 1381-1386 : Maiotto de Coccarelli comme vicaire ;
- 1386-1396 : Pierre de Saint-Supéran, d'abord comme vicaire avant qu'il usurpe le titre de Prince d'Achaïe.